# Messaoud Oulamara
Messaoud Oulamara (Mesâud At Ammar) (né le 22 janvier 1913 à Derna (At Boudrar dans la commune d'Iboudraren) en haute Kabylie, Algérie, et mort le 29 octobre 2001) est un militant de la cause nationale pour l'indépendance de l'Algérie. Il adhère au PPA en 1938, puis milite successivement au MTLD, dans l'Organisation spéciale (OS), au FLN/ALN, puis au FFS.

## Biographie

### Engagement dans le Mouvement national algérien: 1913-1954
Sa famille s'installe à Boudafal (At Yehia) en 1917. Issu d’une ancienne famille d’armuriers, il apprend le métier dès son jeune âge chez ses cousins installés alors à Montgolfier (Rahouia) dans l’ouest algérien, du côté de Tiaret. Dès 1937 il s’installe à Michelet (Ain El Hammam) comme marchand de céréales, puis adhère au PPA et assure la coordination pour la haute Kabylie (Michelet et environs : At Mangellat, At Yehya, At Buyusef, Aqbil, At Itturegh, At illilten, At Wasif, At Boudrar, Iattafen), sous la responsabilité des chefs de la zone de Kabylie Sid Ali Halit, de Ouali Bennaï, puis  Belkacem  Krim .
Il est l’un des organisateurs de l’insurrection armée prévue pour le 23 mai 1945, à la suite des massacres dans l'est algérien. Ce projet de soulèvement est annulé à la dernière heure par les responsables du PPA. Il est arrêté et emprisonné le 21 mars 1947 à la suite du grand meeting organisé avec Messali à Michelet. Il est condamné à l’audience du 13 août 1947 du tribunal de Tizi Ouzou à 2 ans de prison ferme pour « atteinte à la souveraineté française – diffusion d’écrits anonymes subversifs ». Il fait appel et sera rejugé à Alger le 27 octobre 1947 puis libéré le 28 octobre 1947.
Pendant la Crise berberiste de 1948-1949, il est l’un des acteurs qui s'opposent à la direction du MTLD dans la gestion de la dimension identitaire (arabe-berbère) de l’Algérie combattante. Il est désigné par les militants de la Kabylie pour conduire la délégation qui rencontrera Messali puis le comité central du MTLD. Il ne prend position ni pour les uns ni pour les autres car la base militante en Kabylie n’était pas réellement informée sur la portée de ce conflit.
Il participe activement à l’organisation paramilitaire de l’OS (Organisation spéciale), avec Aâmer At Chikh à l’acquisition des armes, la constitution des caches d’armes et le recrutement des premiers volontaires pour le déclenchement de l’insurrection armée.

### Guerre d'Algérie:1954 - 1962

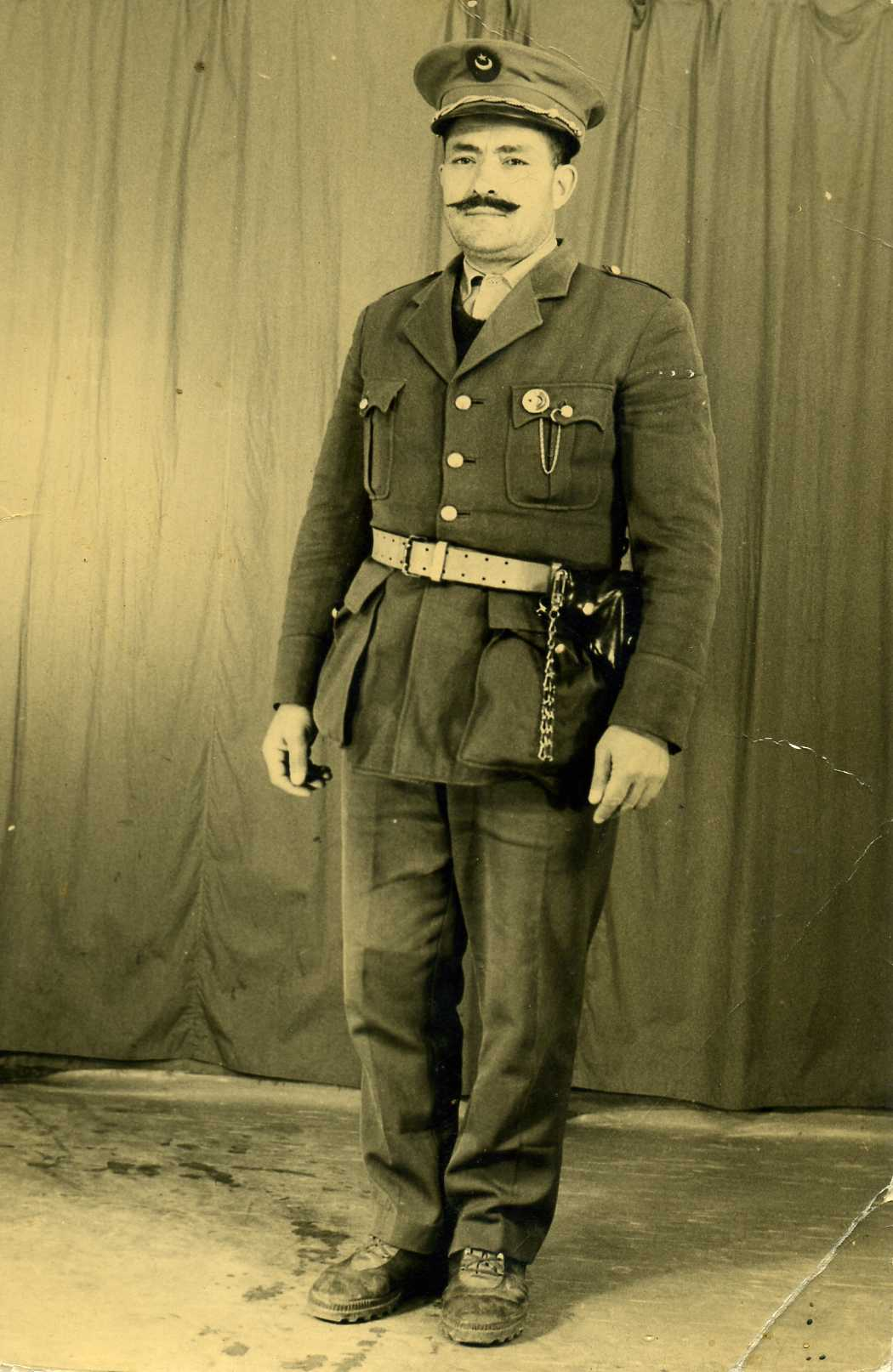
Messaoud Oulamara (1962) en tenue militaire

Le premier novembre 1954, ils sont cinq à Michelet à attaquer le poste de gendarmerie de Michelet : Babouche Saïd (appelé « Tahar n Imnayen », chef du groupe, délégué par Krim Belkacem pour Michelet), Aâmer At Chikh, Akli Lhadj Salem, Ait Akli Arezqi et Mesâud At Ammar (Oulamara). L’extinction des feux dans toute la ville à l’heure de l’attaque, vers une heure du matin, pousse Babouche Saïd à annuler l’attaque. Aucun coup de feu n'est tiré à Michelet.
Le 1er novembre 1955, il participe à l’attaque de Michelet, avec 26 autres maquisards sous la responsabilité de Saïd Babouche. Le 3 novembre il est arrêté à son retour de Tizi-Ouzou où il avait rendez-vous avec Ouali Bennaï. Il est incarcéré à la prison de Berrouaghia puis à la Maison Carrée/El- Harrach jusqu’au 18 octobre 1957.
Libéré par erreur, il rejoint l’ALN dans la Wilaya III et prend, à la demande du colonel Amirouche, la responsabilité de la création des ateliers de réparation d’armes et de fabrication de mines dans les massifs d'Akfadou et Mizrana. Il s’occupe un moment de la région de Tizi-Ouzou avec Krim Rabah. Il est identifié par l'armée française et est condamné à mort par contumace, le 8 février 1962.

### Dans l'Algérie indépendante:1962 - 1965
En 1962, à la fin de la Guerre d'Algérie, il s’occupe un moment de l’intendance du QG de la Wilaya III à Tizi Ouzou avant de mettre en place, avec d’autres officiers, la Daira du FLN de Larbaâ Nath Iraten.
Pendant le soulèvement armé du FFS en 1963, il participe un moment à l’insurrection avant de quitter le FFS par manque de clarté sur les objectifs et la méthode, après plusieurs entretiens avec Hocine Aït Ahmed. 
Il quitte ensuite le FLN en 1964 après un échange orageux au cours d’une réunion à la préfecture de Tizi-Ouzou avec le colonel Mohand Oulhadj, Saïd Abid et des officiers de la sécurité militaire. Il est arrêté à Michelet le 8 août 1964 par la gendarmerie, sous l’ordre de Ben Bella, et emprisonné sans aucun procès pendant huit mois à la prison de Tazoult (Lambeze) dans l'Aurès. Il est libéré le 24 mars 1965. Après sa libération, il reprend la boutique de céréales au centre de Michelet, là où il avait rejoint le PPA en 1938. Après quelques mois à Michelet, il s’installe à Alger pour reprendre son métier d’armurier.
Fin 1965, il refuse de rejoindre le Conseil de la Révolution mis en place après le coup d’État de Boumediène et la mise au secret de Ben Bella.